# Жорж Малкін
Жорж Олександр Малкін (фр. Georges Alexandre Malkine, нар. 10 жовтня 1898, Париж — пом. 22 березня 1970) — французький художник і кіноактор. Син скрипаля російського походження Жака (Якова) Малкіна і данської скрипальки Інгеборг Магнус, які навчалися разом в Паризькій консерваторії.

## Життєпис
Виховувався батьками у Франції, та родичами в Німеччині і Росії, а після того, як у 1919 році його мати померла, а батько вступив у повторний шлюб і остаточно перебрався в США, залишився сам. Пробуючи себе в живописі, познайомився в 1922 році з Робером Десносом, потім через його посередництво з Андре Бретоном, Луї Арагоном і іншими радикальними літераторами і в 1924 році став єдиним художником, хто підписав разом з ними маніфест сюрреалізму. Надалі Малкін публікував свої малюнки в журналі «La Révolution surréaliste», виставлявся в паризькій галереї сюрреалістів. Протягом 1930-х рр. активно знімався в різних французьких кінофільмах.
У Жоржа Малкіна було четверо дітей (3 дочки — Monelle, Fern, Shayan, і син Gilles), в тому числі американська художниця Ферн Малкін-Фалвей (англ. Fern Malkine-Falvey).

## Фільмографія
- L'Ange gardien (1933)
- L'Or (1934)
- Mauvaise Graine (1934)
- Liebe, Tod und Teufel (1934)
- Le Diable en bouteille (1935)
- The First Offence (1936)
- Un de la légion (1936)
- La Dame de Malacca (1937)
- Le Joueur (1938)
- La Tragédie impériale (1938)
- S.O.S. Sahara (1938)
- La Loi du nord (1939)
- Le Corsaire (1939)
- Pièges (1939)
- Derrière la façade (1939)
- La Tradition de minuit (1939)
- Eine kleine Nachtmusik (1940)
- Les Musiciens du ciel (1940)
- Remorques (1941)